# Імплантати

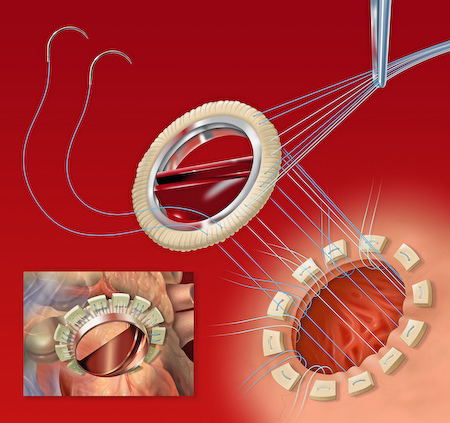
Схема імплантації штучного серцевого клапана

Імпланта́ти (імпланти) — клас виробів медичного призначення, які використовують для імплантації в організм як протез (замінник відсутнього органу людини) або як ідентифікатор (наприклад, імплантований під шкіру чип з інформацією про домашню тварину).
Імплантати стоматологічні — вид імплантатів, що використовують для імплантації в кістки верхньої або нижньої щелеп як основи для прикріплення знімних і незнімних стоматологічних протезів.
Існує також імплантація капсул із фармакологічним вмістом, наприклад, протизаплідні капсули, що містять гормональні контрацептиви.[джерело?]

## Застосування
Залежно від застосування імплантати можна відносно розділити на наступні групи:

### Сенсорні та неврологічні
Сенсорні та неврологічні імплантати використовують для усунення розладів органів чуття і мозку. Їх переважно використовують при лікуванні таких захворювань як катаракта, глаукома, кератоконусу; отосклерозу та інших порушень слуху, а також захворювань середнього вуха (середній отит); неврологічні захворювання — епілепсія, хвороба Паркінсона. Прикладами таких імплантатів є інтраокулярна лінза, кохлеарний імплантат, нейростимулятор.

### Серцево-судинні
Відомо, що щорічно у світі проводиться близько 600000 операцій з вживлення імплантатів, що стимулюють роботу серця. Надалі кожні 5-10 років повинні проводитися додаткові операції для заміни батарей живлення. Крім того, пацієнти повинні уникати сильного магнітного поля, наприклад детекторів металу і деяких медичних сканерів.

### Відео
- Що слід знати про зубні імплантати? 2016, youtube, 5хв 30сек